# Werner Lindecker

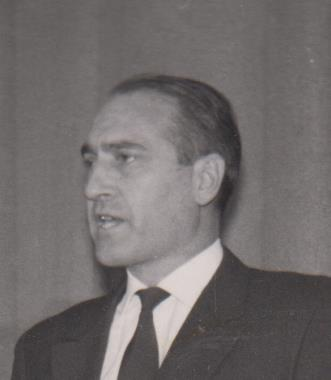
Werner Lindecker in 1962

Werner Lindecker (* 7. Februar 1908 in Baden AG; heimatberechtigt in Dörflingen (SH); † 8. Mai 1998 in Zürich) war ein Schweizer Elektroingenieur, Jagdflieger und Manager.

## Leben
Werner Lindecker war der Sohn von Carl Lindecker und dessen Ehefrau Anna, geborene Leuenberger. Werner Lindecker wuchs in Baden AG auf, wo sein Vater bei der Firma Brown, Boveri & Cie (BBC) in einer Kaderfunktion tätig war. Nach der Grundschule besuchte er während drei Jahren die Bezirksschule in Baden. Es folgte die Ausbildung am Kantonalen Realgymnasium in Zürich mit Maturaabschluss im Herbst 1927. Dann begann er ein Studium als Elektroingenieur an der ETH Zürich, welches er 1932 als Diplomingenieur abschloss. Als Teil des obligatorischen Praktikums arbeitete er während des Studiums in der Papierfabrik Papeteries de Serrières in Neuenburg NE, um seine Französischkenntnisse zu verbessern. Den Berufseinstieg unternahm er auf dem Gebiet der Messtechnik bei der Firma Trüb, Täuber & Cie in Zürich. Daraufhin begann er 1935 seine Doktorarbeit bei Fritz Fischer, dem Erfinder des Eidophor, am Institut für Technische Physik (AfiF) an der ETH in Zürich. Die Promotion zum Dr. sc. techn. erfolgte 1938. Anschliessend trat er in das Hochfrequenz-Laboratorium von BBC ein, welches sein Studienkollege Gustav Guanella leitete.
Während des Zweiten Weltkriegs leistete Lindecker Militärdienst als Kommandant der Fliegerstaffel 15, welche im Juni 1940 mehrmals in Luftkämpfe mit deutschen Kriegsflugzeugen auf der Schweizer Seite des Jura verwickelt war. Lindecker trug persönlich zum Abschuss zweier deutscher Bomber bei, welche den Schweizer Hohheitsraum verletzt hatten. Für die neutrale Schweiz hatten diese Luftkämpfe symbolische Bedeutung. So schreibt der spätere Luftwaffenkommandant Fernand Carrel 1998 in seiner Glückwunschbotschaft zum 90. Geburtstag an Lindecker von der Signalwirkung, welche der vorbildliche Einsatz Hauptmann Lindeckers und seiner Militärpilotengeneration – ebenso verständlich im In- wie im Ausland – auf den Verteidigungswillen der Schweiz gezeitigt habe.
Lindecker wurde 1944 Technischer Direktor der Firma Paillard S. A. Yverdon. Paillard SA hatte damals Bekanntheit für deren HERMES-Schreibmaschinen, mechanische Rechenmaschinen und BOLEX-Filmkameras weit über die Schweiz hinaus. Lindecker machte 1950 eine Studienreise in die USA und wollte zukünftig Elektronikentwicklungen bei Paillard durchführen. Er wurde in eine Kommission für die Entwicklung von Rechenanlagen aufgenommen, welche vom Schweizerischen Schulrat einberufen wurde. Mit seinen Vorschlägen für neue Produktentwicklungen unter Einbezug der Elektronik hatte Lindecker beim Verwaltungsrat von Paillard SA keinen Erfolg. In der Folge kehrte er 1955 in die Deutschschweiz zurück und nahm eine leitende Stelle bei der Maschinenfabrik Oerlikon (MFO) nahe Zürich an. 1957 wurde er Nachfolger des Technischen Direktors der MFO und Mitglied der Geschäftsleitung zusammen mit Rudolf Huber und Franz Luterbacher. Unter seiner Ägide wurde die Dampf- und Gasturbinenentwicklung und -herstellung in eine gemeinsame Abteilung mit Escher Wyss AG eingebracht. Es folgten die Entwicklung und Herstellung des RAe TEE II-Vierstrom-Triebzuges für die SBB sowie die Beteiligung an der Reaktor AG zur Planung und dem Bau eines schweizerischen Versuchskernreaktors.
Zehn Jahre später wurde MFO durch BBC übernommen, wogegen Lindecker sich früh wehrte. Deshalb wechselte er bereits vorgängig 1964 zur Holding und Finanzierungsgesellschaft Elektrowatt in Zürich, wo er Mitglied der Geschäftsleitung wurde. Elektrowatt spielte eine entscheidende Rolle in der Schweizer Elektrizitätswirtschaft. Planung, Finanzierung und Projektleitung vieler neuer Kraftwerke gehörten dazu. So war Lindecker gegen Ende seiner Berufslaufbahn verantwortlich für alle vertraglichen Regelungen zum Bau des Kernkraftwerks Leibstadt.
A. W. Roth, Präsident des Schweizerischen Elektrotechnischen Vereins, ehrte Lindecker mit den Worten: In Dr. Lindeckers langem Wirken wechselten eine kreative Epoche in der Maschinenfabrik Oerlikon mit der Betreuung vielfältiger industrieller Interessen im Rahmen der Elektrowatt. In beiden Stellungen hat er zukunftsweisende und bleibende Beiträge geleistet.
Lindecker war ab 1937 mit der italienisch-stämmigen, in Zürich geborenen Tosca Cozzi verheiratet und hatte zwei Söhne und eine Tochter.

## Weitere Tätigkeiten
Werner Lindecker war Verwaltungsrat (VR) mehrerer Schweizer Unternehmen:
- Verwaltungsratspräsident (VRP) Reishauer AG, Wallisellen ZH
- VRP H. Weidmann, Rapperswil SG

Als Direktor der Elektrowatt AG Verwaltungsrat bei:
- VRP Elektrowatt-Ingenieurunternehmungen (später Pöyry)[7]
- VRP Cerberus AG, Männedorf ZH,[7] (später Siemens Building Technologies)
- Krummler & Matter, Zürich
- Siemens-Albis, Zürich (später Siemens Schweiz)
- Stäfa Control Systems, Stäfa ZH, (später Siemens Building Technologies)
- VRP Camille Bauer, Wohlen AG
- Therma AG, Schwanden GL
- Kraftwerk Laufenburg, heute Energiedienst Holding
- Kraftübertragungswerke Rheinfelden, heute Energiedienst Holding
- Kraftwerke Mauvoisin AG, Sitten, heute Centralschweizerische Kraftwerke
- Engadiner Kraftwerke AG, Zernez
- Kraftwerke Mattmark, Saas Grund

Lindecker war ebenfalls:
- Vorstand des Cigré
- Mitglied Schweizerisches Elektrotechnisches Komitee (CES)
- Ehrenmitglied des Schweizerischen Elektrotechnischen Vereins (SEV), heute Electrosuisse

## Ehrungen
- A. W. Roth Jr., Präsident des SEV: Zum 75. Geburtstag von Herrn Dr. Werner Lindecker. Bulletin SEV, 5. Februar 1983
- Glückwunschschreiben des Schweizer Luftwaffenchefs Fernand Carrel anlässlich des 90. Geburtstages Lindeckers.[1]

## Veröffentlichungen
- Untersuchungen der Zusammenhänge bei der retuschelosen Herstellung einer Autotypie nach einem photographischen Halbtonbild. Dissertation Nr. 979, 0000. ETH Verlag 1939, abgerufen am 2. August 2020.
- Warum ist eine Korrektur des Pilet-Bildes nötig? NZZ vom 15. Februar 1980, S. 33–34.